# A.P. Indy
A.P. Indy, född 31 mars 1989, död 21 februari 2020, var ett engelskt fullblod, mest känd för att ha segrat i Belmont Stakes (1992) och Breeders' Cup Classic (1992), samt blev utsedd till American Horse of the Year 1992 under sin tävlingskarriär. Hans segertid i Belmont Stakes är den näst snabbaste (delat med Easy Goer) i löpets historia, Han morfar Secretariat innehar den snabbaste.
Efter tävlingskarriären var han väldigt framgångsrik som avelshingst, och blev utsedd till ledande avelshingst i Nordamerika (2003, 2006) och ledande avelsmorfader i Nordamerika (2015, 2021). 
Han valdes in i National Museum of Racing and Hall of Fame 2000.

## Bakgrund
A.P. Indy var en brun hingst efter Seattle Slew och under Weekend Surprise (efter Secretariat). Han föddes upp av William Farish III och William S. Kilroy och ägdes av Tomonori Tsurumaki (1990) och sedan av Farish, Goodman, Kilroy and Tsurumaki (1992). Han tränades under tävlingskarriären av Neil Drysdale.
A.P. Indy tävlade mellan 1991 och 1992, och sprang totalt in 2 979 815 dollar på 11 starter, varav 8 segrar och 1 tredjeplats. Han tog karriärens största seger i Belmont Stakes (1992) och Breeders' Cup Classic (1992). Han segrade även i Hollywood Futurity (1991), San Rafael Stakes (1992), Santa Anita Derby (1992) och Peter Pan Stakes (1992).

## Karriär
A.P. Indy, som var toppstammad, hade nästan perfekt fysiskt utseende. Han blev den dyraste ettåringen på auktion 1990, för 2,9 miljoner dollar. Hans nya ägare var Tomonori Tsurumaki, som döpte hingsten för att hedra sin nyligen öppnade Nippon Autopolis, där Tsurumaki hoppades få vara värd för ett Formel 1-evenemang (Indy Car). I juli 1992 köpte A.P. Indys uppfödare Farish och Kilroy tillbaka en andel i hingsten.

### Tvååringssäsongen 1991
Han tränades av Hall of Fame-tränaren Neil Drysdale, och tog tre segrar på fyra starter som tvååring, bland annat i grupp 1-löpet Hollywood Futurity. På Experimental Free Handicap rankades han som den tredje bästa tvååringen 1991 på 124 pounds, sex pounds efter Arazi och ett pound efter Bertrando.

### Treåringssäsongen 1992
Som treåring 1992 segrade han inledningsvis i San Rafael Stakes och Santa Anita Derby. På morgonen innan 1992 års Kentucky Derby, var han spelad till andrafavorit, men var tvungen att strykas på grund av ett sår på ett av benen.
Drysdale använde så småningom ett glasfiberplåster för att reparera en liten, nästan osynlig spricka i A.P. Indys hov. A.P. Indy missade även Preakness Stakes, och förberedde sig istället för Belmont i Peter Pan Stakes, där han segrade med 5 1⁄2 längd.
Den 6 juni 1992 startade han i Belmont Stakes, där han bland annat mötte Preakness Stakes-vinnaren, Pine Bluff. I löpet lade sig A.P. Indy bakom ledarna och var fyra efter en mile. Pine Bluff och A.P. Indy duellerade längs upploppet, och A.P. Indy avancerade även mot Agincourt och Casual Lies, och lyckades segra med 3⁄4 längd. A.P. Indy är del av den enda tregenerationssekvensen av Belmont Stakes-vinnare i amerikansk galopphistoria. Han är efter 1977 års vinnare Seattle Slew och är far till 2007 års vinnare Rags to Riches.
A.P. Indy fick vila under sommaren för att låta hans hov läka helt och kom sedan tillbaka den 13 september 1992 i Molson Export Million där han slutade femma. Den 10 oktober 1992 slutade han trea i Jockey Club Gold Cup efter att ha missat starten och slitit av sin högra framsko. Segrade i löpet gjorde Pleasant Tap, och tvåa blev Strike the Gold, föregående års segrare av Kentucky Derby.
1992 års Breeders' Cup reds den 31 oktober på Gulfstream Park. Breeders' Cup Classic var fyllt med fjorton hästar, varav tolv hade vunnit grupp 1- eller stakeslöp. A.P. Indy och Pleasant Tap var de två spelfavoriterna. A.P. Indy fick en bra start, men föll tillbaka till åttonde plats i ett snabbt öppningstempo satt av Thunder Rumble. I sista sväng var han sist i fältet, men avancerade under upploppet för att segra med 2 längder över Pleasant Tap.
Efter Breeders' Cup Classic meddelades det att A.P. Indy avslutar sin tävlingskarriär. Han fick Eclipse Awards för American Horse of the Year och Champion three-year-old colt. År 2000 valdes A.P. Indy in i National Museum of Racing and Hall of Fame, samtidigt som hans tränare Drysdale.

### Som avelshingst
A.P. Indy stallades upp som avelshingst på Lane's End Farm 1993 med en initial avelsavgift på 50 000 dollar. A.P. Indy kom att bli en "rasformande" avelshingst, och under stora delar av sin karriär var hans avelsavgift 300 000 dollar. Han var ledande avelshingst i Nordamerika 2003 och 2006, och var bland de 10 bästa avelshingstarna under 10 år i rad. Han blev far till 88 grupplöpsvinnare och 12 champions.
A.P. Indy blev även framgångsrik som morfader, och blev ledande avelsmorfader i Nordamerika 2015. Hans döttrar har fölat Royal Delta, Super Saver (Kentucky Derby), Plum Pretty (Kentucky Oaks), Wait A While (champion) och Bluegrass Cat och Any Given Saturday (båda stakesvinnare).

### Död
A.P. Indy avled 31 år gammal, en hög ålder för en häst, den 21 februari 2020 av naturliga orsaker.

## Stamtavla
| Efter Seattle Slew (USA) 1974     | Bold Reasoning (USA) 1968 | Boldnesian     | Bold Ruler             |
| Efter Seattle Slew (USA) 1974     | Bold Reasoning (USA) 1968 | Boldnesian     | Alanesian              |
| Efter Seattle Slew (USA) 1974     | Bold Reasoning (USA) 1968 | Reason to Earn | Hail To Reason         |
| Efter Seattle Slew (USA) 1974     | Bold Reasoning (USA) 1968 | Reason to Earn | Sailing Home           |
| Efter Seattle Slew (USA) 1974     | My Charmer (USA) 1969     | Poker          | Round Table            |
| Efter Seattle Slew (USA) 1974     | My Charmer (USA) 1969     | Poker          | Glamour                |
| Efter Seattle Slew (USA) 1974     | My Charmer (USA) 1969     | Fair Charmer   | Jet Action             |
| Efter Seattle Slew (USA) 1974     | My Charmer (USA) 1969     | Fair Charmer   | Myrtle Charm           |
| Undan Weekend Surprise (USA) 1980 | Secretariat (USA) 1970    | Bold Ruler     | Nasrullah              |
| Undan Weekend Surprise (USA) 1980 | Secretariat (USA) 1970    | Bold Ruler     | Miss Disco             |
| Undan Weekend Surprise (USA) 1980 | Secretariat (USA) 1970    | Somethingroyal | Princequillo           |
| Undan Weekend Surprise (USA) 1980 | Secretariat (USA) 1970    | Somethingroyal | Imperatrice            |
| Undan Weekend Surprise (USA) 1980 | Lassie Dear (USA) 1974    | Buckpasser     | Tom Fool               |
| Undan Weekend Surprise (USA) 1980 | Lassie Dear (USA) 1974    | Buckpasser     | Busanda                |
| Undan Weekend Surprise (USA) 1980 | Lassie Dear (USA) 1974    | Gay Missile    | Sir Gaylord            |
| Undan Weekend Surprise (USA) 1980 | Lassie Dear (USA) 1974    | Gay Missile    | Missy Baba, family 3-l |

- A.P. Indy är inavlad 3 × 4 till Bold Ruler. Med det menas att Bold Ruler förekommer en gång i tredje generationen, och en gång i fjärde generationen. A.P. Indy är även inavlad 5 × 4 × 6 till hingsten Princequillo och 3 × 5 till Kentucky Broodmare of the Year, Somethingroyal.